# أسفل باقم (حالمين)

تعديل مصدري - تعديل

اسفل باقم هي إحدى قرى عزلة حبيل الريدة بمديرية حالمين التابعة لمحافظة لحج، بلغ تعداد سكانها 32 نسمة حسب تعداد اليمن لعام 2004.